# García de Silva y Figueroa

Ritratto di Don García de Silva y Figueroa, secondo la descrizione del suo contemporaneo Pietro Della Valle. Olio su tela dipinto dallo spagnolo Alejandro Cabeza (2017)

Don García de Silva Figueroa (Zafra, 29 dicembre 1550 – Oceano Atlantico, 22 luglio 1624) è stato un diplomatico spagnolo, nonché il primo viaggiatore occidentale ad identificare correttamente le rovine di Takht-e Jamshid, in Persia, come quelle di Persepoli, l'antica capitale dell'Impero achemenide e una delle più grandi città dell'antichità.

## Biografia
Era nato a Zafra nella provincia spagnola di Badajoz. Combatté nelle Fiandre e successivamente venne nominato governatore di Badajoz. Nel 1612, Filippo III, re di Spagna e Portogallo, scelse de Silva come suo ambasciatore alla corte di Shah Abbas, l'imperatore Safavida. Prima che potesse raggiungere la Persia, comunque, de Silva venne arrestato a Goa a causa delle sue forti divergenze con il suo viceré portoghese, e non giunse a destinazione fino all'ottobre del 1617.
L'ambasciata di de Silva era stata restituita a Filippo III, due volte da Abbas; una prima volta con l'inglese Robert Shirley e l'altra con il persiano Denguiz Beg e il portoghese frate agostiniano Antonio de Gouveia.
Durante il suo soggiorno in Persia, de Silva affrontò diverse questioni diplomatiche di importanza, tra cui la tenuta di un'alleanza contro l'Impero ottomano, un nemico di lunga data delle tre potenze in gioco: la Persia, il Portogallo e la Spagna.
De Silva viaggiò estensivamente in Persia, visitando le città di Shiraz, Qom e Esfahan, tra le altre. Si recò a vedere le rovine di Takht-e Jamshid, che indicò come quelle di Persepoli e descrisse in modo mirabile in una lettera indirizzata a Alfonso de la Cueva-Benavides y Mendoza-Carrillo. Questa lettera fece una grande impressione nei circoli colti d'Europa, e venne subito tradotta in latino e inglese. Ad Esfahan incontrò il viaggiatore italiano Pietro della Valle, che poi si recò a Goa seguendo la via che de Silva aveva fatto per arrivare in Persia.
Durante i suoi viaggi, de Silva aveva accumulato una vasta collezione di oggetti d'arte rari che cercò di portare con sé in Spagna, alla fine del suo soggiorno nel 1619. Scrisse poi un resoconto completo dei suoi viaggi, dal titolo Totius legationis suae et Indicarum rerum Persidisque commentarii. Il libro venne tradotto in francese dall'olandese Abraham de Wicquefort nel 1667. Il manoscritto originale è conservato oggi nella Biblioteca Nazionale di Madrid, ed è stato pubblicato completamente per la prima volta nel 1903.
Le memorie di de Silva contengono una grande quantità di informazioni dettagliate relative alla geografia, la storia e la cultura della Persia. Descrisse, tra le altre cose, le pratiche funerarie degli zoroastriani, le corride organizzate nelle città persiane e la coltivazione della palma da dattero nel sud dell'Iran. La sua narrazione è ora considerata come un documento di fondamentale importanza sull'inizio del XVII secolo in Persia.
Il viaggio di ritorno di de Silva in Spagna fu ricco di eventi e frustrante. Raggiunse Ormuz e Goa nel 1621, e poi, nel 1622, il Mozambico, ma troppo tardi nella stagione per doppiare il Capo di Buona Speranza, per cui dovette tornare a Goa. Quando, dopo un lungo ritardo, fu in grado di reimbarcarsi per la Spagna, morì in mare prima di raggiungere la sua destinazione.